# Kadeem Harris
Kadeem Raymond Mathurin-Harris (Westminster, Londres, Inglaterra, 8 de junio de 1993), conocido como Kadeem Harris, es un futbolista inglés. Juega de centrocampista en el Salford City F. C. de la League Two.

## Trayectoria

### Wycombe Wanderers
Formado en las inferiores del Wycombe Wanderers, debutó con el primer equipo en diciembre de 2009 contra el Yeovil Town jugando los últimos 12 minutos de ese encuentro, Harris se convirtió en el jugador más joven en disputar un encuentro con el Wycombe en la Football League (16 años y 201 días), rompiendo el anterior récord de Ikechi Anya de 2004. Firmó su primer contrato profesional con el club en abril de 2011. Fue un titular regular durante la primera mitad de la temporada 2011-12, con 22 partidos jugados, esto antes de dejar el club en enero de 2012. Harris jugó 26 encuentros en todas las competiciones en su paso por el club, sin anotar goles. 

### Cardiff City

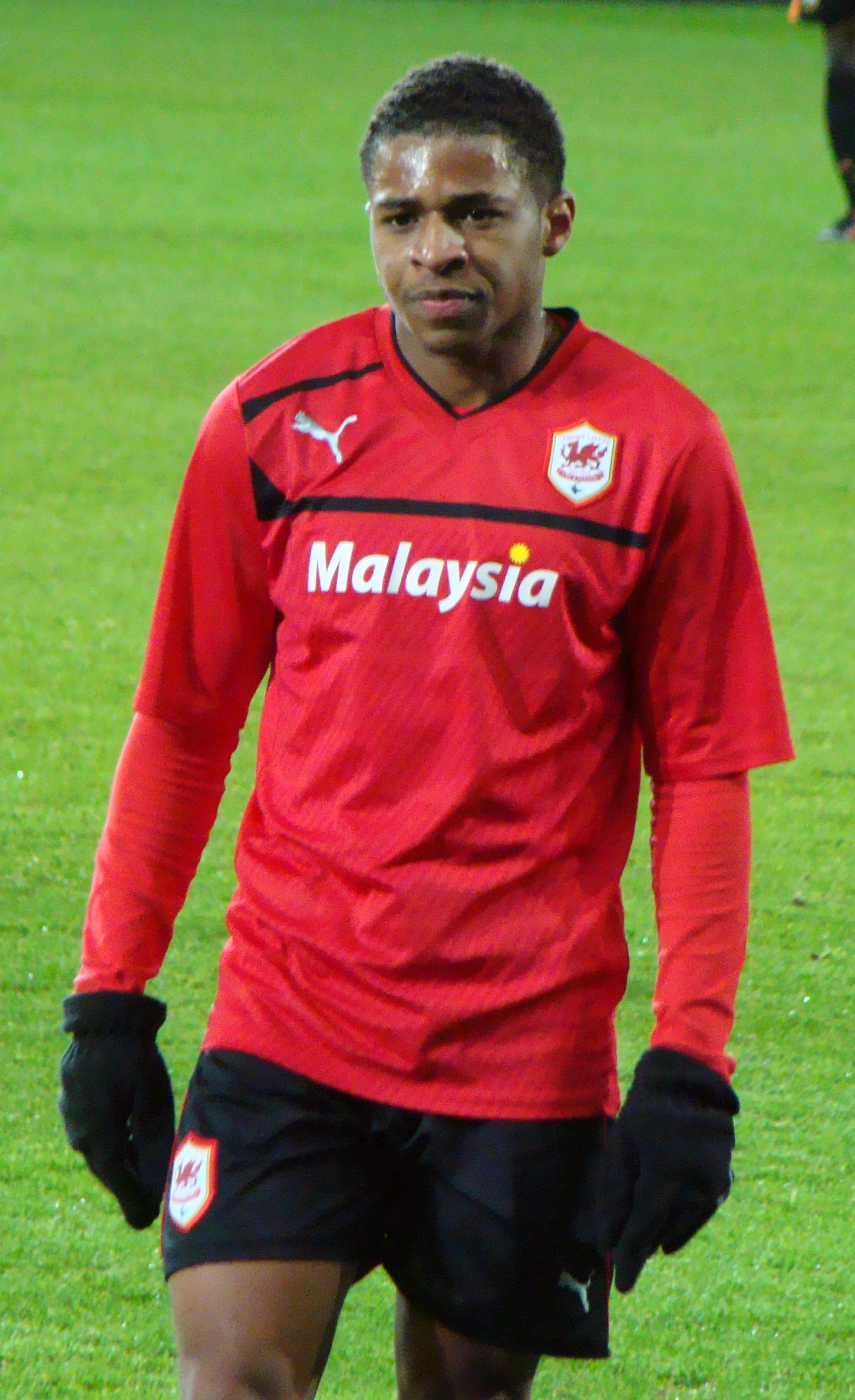
Harris jugadon para la academia del Cardiff City en 2013.

El 30 de enero de 2012, Harris fichó por el Cardiff City de la Championship por tres años y medio. Debutó con el primer equipo en la FA Cup el 5 de enero de 2013 contra el Macclesfield Town. 

#### Periodo de préstamos
Se unió a préstamo al Brentford de la League One el 5 de enero de 2014. Debutó al día siguiente contra el Colchester United, cuando entró al minuto 65 por Will Grigg y anotó el primer gol de su carrera en la victoria por 3-1. Harris jugó 11 encuentros para el Brentford y anotó dos goles. 
El 22 de agosto de 2015 se unió al Barnsley de la League One como préstamo hasta el 21 de noviembre de 2015. Debutó en el empate sin goles contra el Bradford City. 

#### Regreso al primer equipo
En la temporada 2018-19 Harris anotó contra el Fulham en la victoria por 4-2 en la Premier League, la primera victoria del Cardiff en la temporada.

### Sheffield Wednesday
Tras abandonar el Cardiff al finalizar la temporada 2018-19, el 13 de julio de 2019 se hizo oficial su fichaje por el Sheffield Wednesday.
Dejó el club al término de la temporada 2020-21.

## Estadísticas
Actualizado al último partido disputado el 3 de mayo de 2025.
| Club | Div.          | Temporada     | Liga  | Liga  | Copas nacionales(1) | Copas nacionales(1) | Total | Total |
| Club | Div.          | Temporada     | Part. | Goles | Part.               | Goles               | Part. | Goles |
| --- | ------------- | ------------- | ----- | ----- | ------------------- | ------------------- | ----- | ----- |
| Wycombe Wanderers F. C. Inglaterra                                                                            | 3.ª           | 2009-10       | 2     | 0     | 0                   | 0                   | 2     | 0     |
| Wycombe Wanderers F. C. Inglaterra                                                                            | 4.ª           | 2010-11       | 0     | 0     | 2                   | 0                   | 2     | 0     |
| Wycombe Wanderers F. C. Inglaterra                                                                            | 3.ª           | 2011-12       | 17    | 0     | 5                   | 0                   | 22    | 0     |
| Wycombe Wanderers F. C. Inglaterra                                                                            | Total club    | Total club    | 19    | 0     | 7                   | 0                   | 26    | 0     |
| Cardiff City F. C. Gales                                                                                      | 2.ª           | 2011-12       | 0     | 0     | 0                   | 0                   | 0     | 0     |
| Cardiff City F. C. Gales                                                                                      | 2.ª           | 2012-13       | 0     | 0     | 1                   | 0                   | 1     | 0     |
| Cardiff City F. C. Gales                                                                                      | 1.ª           | 2013-14       | 0     | 0     | 0                   | 0                   | 0     | 0     |
| Brentford F. C. Inglaterra                                                                                    | 3.ª           | 2013-14       | 10    | 1     | 1                   | 1                   | 11    | 2     |
| Brentford F. C. Inglaterra                                                                                    | Total club    | Total club    | 10    | 1     | 1                   | 1                   | 11    | 2     |
| Cardiff City F. C. Gales                                                                                      | 2.ª           | 2014-15       | 14    | 1     | 4                   | 1                   | 18    | 2     |
| Cardiff City F. C. Gales                                                                                      | 2.ª           | 2015-16       | 3     | 0     | 1                   | 0                   | 4     | 0     |
| Barnsley F. C. Inglaterra                                                                                     | 3.ª           | 2015-16       | 11    | 0     | 2                   | 0                   | 13    | 0     |
| Barnsley F. C. Inglaterra                                                                                     | Total club    | Total club    | 11    | 0     | 2                   | 0                   | 13    | 0     |
| Cardiff City F. C. Gales                                                                                      | 2.ª           | 2016-17       | 37    | 4     | 1                   | 0                   | 38    | 4     |
| Cardiff City F. C. Gales                                                                                      | 2.ª           | 2017-18       | 3     | 0     | 0                   | 0                   | 3     | 0     |
| Cardiff City F. C. Gales                                                                                      | 1.ª           | 2018-19       | 13    | 1     | 2                   | 0                   | 15    | 1     |
| Cardiff City F. C. Gales                                                                                      | Total club    | Total club    | 70    | 6     | 9                   | 1                   | 79    | 7     |
| Sheffield Wednesday F. C. Inglaterra                                                                          | 2.ª           | 2019-20       | 43    | 3     | 4                   | 0                   | 47    | 3     |
| Sheffield Wednesday F. C. Inglaterra                                                                          | 2.ª           | 2020-21       | 38    | 0     | 3                   | 0                   | 41    | 0     |
| Sheffield Wednesday F. C. Inglaterra                                                                          | Total club    | Total club    | 81    | 3     | 7                   | 0                   | 88    | 3     |
| F. C. Metalist Járkov · Ucrania                                                                               | 2.ª           | 2021-22       | 11    | 1     | 2                   | 1                   | 13    | 2     |
| F. C. Metalist Járkov · Ucrania                                                                               | Total club    | Total club    | 11    | 1     | 2                   | 1                   | 13    | 2     |
| Tuzlaspor Turquía                                                                                             | 2.ª           | 2021-22       | 6     | 3     | ―                   | ―                   | 6     | 3     |
| Tuzlaspor Turquía                                                                                             | Total club    | Total club    | 6     | 3     | 0                   | 0                   | 6     | 3     |
| Samsunspor Turquía                                                                                            | 2.ª           | 2022-23       | 24    | 2     | 1                   | 0                   | 25    | 2     |
| Samsunspor Turquía                                                                                            | Total club    | Total club    | 24    | 2     | 1                   | 0                   | 25    | 2     |
| Bandırmaspor Turquía                                                                                          | 2.ª           | 2023-24       | 11    | 0     | 1                   | 0                   | 12    | 0     |
| Bandırmaspor Turquía                                                                                          | Total club    | Total club    | 11    | 0     | 1                   | 0                   | 12    | 0     |
| Şanlıurfaspor Turquía                                                                                         | 2.ª           | 2023-24       | 11    | 1     | ―                   | ―                   | 11    | 1     |
| Şanlıurfaspor Turquía                                                                                         | Total club    | Total club    | 11    | 1     | 0                   | 0                   | 11    | 1     |
| Carlisle United F. C. Inglaterra                                                                              | 4.ª           | 2024-25       | 30    | 3     | 1                   | 0                   | 31    | 3     |
| Carlisle United F. C. Inglaterra                                                                              | Total club    | Total club    | 30    | 3     | 1                   | 0                   | 31    | 3     |
| Salford City F. C. Inglaterra                                                                                 | 4.ª           | 2025-26       | 0     | 0     | 0                   | 0                   | 0     | 0     |
| Salford City F. C. Inglaterra                                                                                 | Total club    | Total club    | 0     | 0     | 0                   | 0                   | 0     | 0     |
| Total carrera                                                                                                 | Total carrera | Total carrera | 284   | 20    | 31                  | 3                   | 315   | 23    |
| (1) Incluye FA Cup, Copa de la Liga de Inglaterra, Football League Trophy, Copa de Ucrania y Copa de Turquía. |               |               |       |       |                     |                     |       |       |